# Vekoma SLC 689
Le Vekoma SLC (689m Standard) est un modèle de montagnes russes en métal inversées développé par Vekoma en 1995.

## Concept et Opération

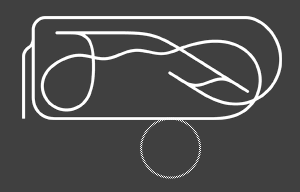
Tracé du SLC. La boucle en clair représente une helix, en option

Le concept dérive des montagnes russes inversées développées par Bolliger & Mabillard pour l'attraction Batman: The Ride en 1992. 
Le modèle standard comprend :
- un Roll Over qui permet d'inverser deux fois les passagers
- un Sidewinder
- un Double inline twist

Le modèle standard peut être modifié dans le but d'être personnalisé pour le client. Il existe deux attractions prototypes des SLC. Il s'agit de El Condor (1994) à Walibi Holland et de T3 (1995) à Kentucky Kingdom qui ont pour différence de mesurer 662 m. Une autre variante du Vekoma SLC 689 mesure 787 mètres. Avec une helix supplémentaire, le parcours représente 765 mètres.

## Attractions de ce type

### Amérique
- Argentine
  - Desafío à Parque de la Costa (1999)

- Brésil
  - Firewhip à Beto Carrero World (2008)

- Canada
  - Flight Deck à Canada's Wonderland (1995)
  - Ednör - L'attaque à La Ronde (2010)

- États-Unis
  - Gauntlet à Magic Springs and Crystal Falls (4/10/2004) Arkansas
  - Hangman à Opryland USA (1/5/1995, fermé en 1997) Tennessee
  - Hangman à Wild Adventures (8/5/1999) Géorgie
  - Kong à Six Flags Discovery Kingdom (5/1998) Californie
  - Serial Thriller à Six Flags Astroworld (29/5/1999, fermé en 2005) Texas
  - The Mind Eraser à Six Flags America (5/20/1995) Maryland
  - The Mind Eraser à Darien Lake (5/17/1997) New York
  - The Mind Eraser à Elitch Gardens (6/2/1997) Colorado
  - The Mind Eraser à Six Flags New England (5/24/1997) Massachusetts
  - Thunderhawk à Geauga Lake (1998) Ohio
  - T3 à Kentucky Kingdom (1995) Kentucky

- Mexique
  - Batman : The Ride à Six Flags Mexico (14/4/2000)

### Asie
- Japon
  - Blackout à Suzuka Circuit (1995, fermé en 2007)
  - F2 Fright Flight à Nasu Highland Park (1995)
  - Hurricane à Rusutsu Resort (1995)
  - Nio à Mitsui Greenland (1997)

- Taïwan
  - Mayan Adventure à Formosan Aboriginal Culture Village (1997)

### Europe
- Allemagne
  - Limit à Heide Park (1999)
  - MP Xpress à Movie Park Germany (06/04/2001)

- Royaume-Uni
  - Infusion à Pleasure Beach, Blackpool (5/2/2007), précédemment nommé Traumatizer à Pleasureland Southport (1999, fermé le 5/9/2006)

- Belgique
  - Vampire à Walibi Belgium (1999)

- Espagne
  - Tizona à Terra Mítica (15/3/2003) - Renommé Titánide en 2009

- Italie
  - Blue Tornado à Gardaland (1998)

- Pays-Bas
  - El Condor à Walibi Holland (1994)

- Pologne
  - The Mayan à Energylandia (12/09/2015)

### Proche-Orient
- Israël
  - Kumba à Superland (16/06/2001)